# Лазуритовый коридор
«Лазуритовый (ляпис-лазуревый) коридор» (англ. Lapis-Lazuli Transit, Trade & Transport Route or Lapis Lazuli Corridor) — транзитный проект между Турцией, Грузией, Азербайджаном, Туркменистаном и Афганистаном.

## История
Название проекта происходит от афганского лазурита, который долгие годы экспортировался на Кавказ, в Россию, в Европу и Северную Африку. Соответствующий участок Великого шелкового пути некоторые современные авторы именуют лазуритовым.
Идея создания транзитной и транспортной системы между 5 странами возникла в 2012 году. В ноябре 2016 года было подписано предварительное соглашение на четвёртой рабочей встрече. Соглашение о коридоре было подписано в октябре 2017 года в рамках 7-й региональной конференции экономического сотрудничества по Афганистану (RECCA), прошедшей в Ашхабаде.
По окончании проекта, предусматривается, что железнодорожные пути и автострады соединят Герат и станцию Тургунди в афганской провинции Герат с Ашхабадом и далее с каспийским портом Туркменбаши и продолжится по Каспийскому морю до Баку. Затем коридор, как планируется, будет пролегать через Тбилиси до Анкары с ответвлениями в Поти и Батуми и от Анкары до Стамбула.
В январе 2021 года на трехсторонней видео-конференции была утверждена дорожная карта сотрудничества по "Лазуритовому коридору" между Азербайджаном, Туркменистаном и Афганистаном.

## Открытие
13 декабря 2018 года на западе Афганистана в провинции Герат состоялась церемония открытия Лазуритового коридора. В этот же день был запущен первый тест — 9 большегрузных автомобилей, которые доедут до Серхетабада (Ку́шки), откуда затем прибудут в Международный морской порт города Туркменбаши. Далее маршрут продолжит путь через Каспийское море до Азербайджана — в Бакинский международный морской торговый порт.